# Список старейших деревьев

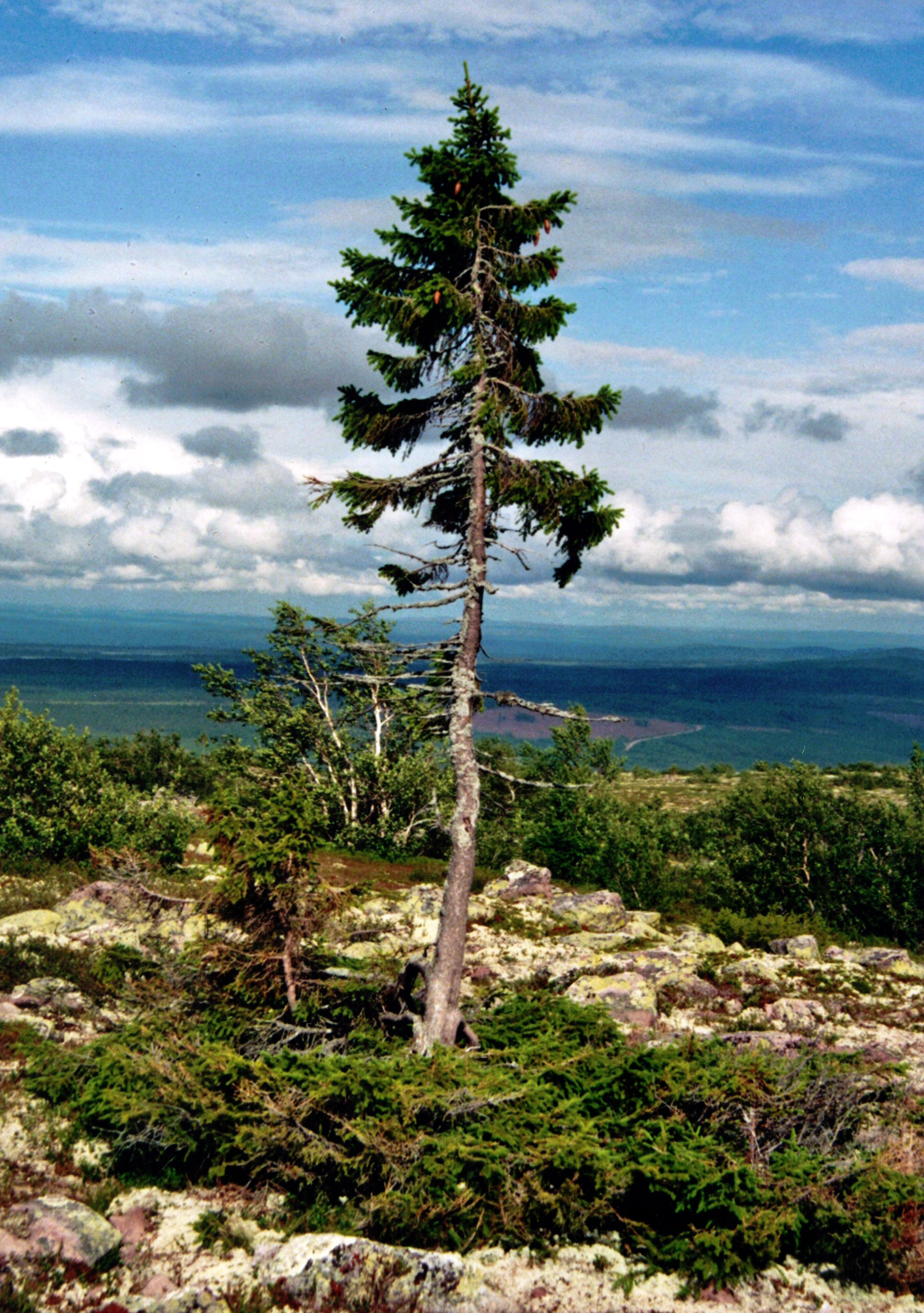
Старый Тикко

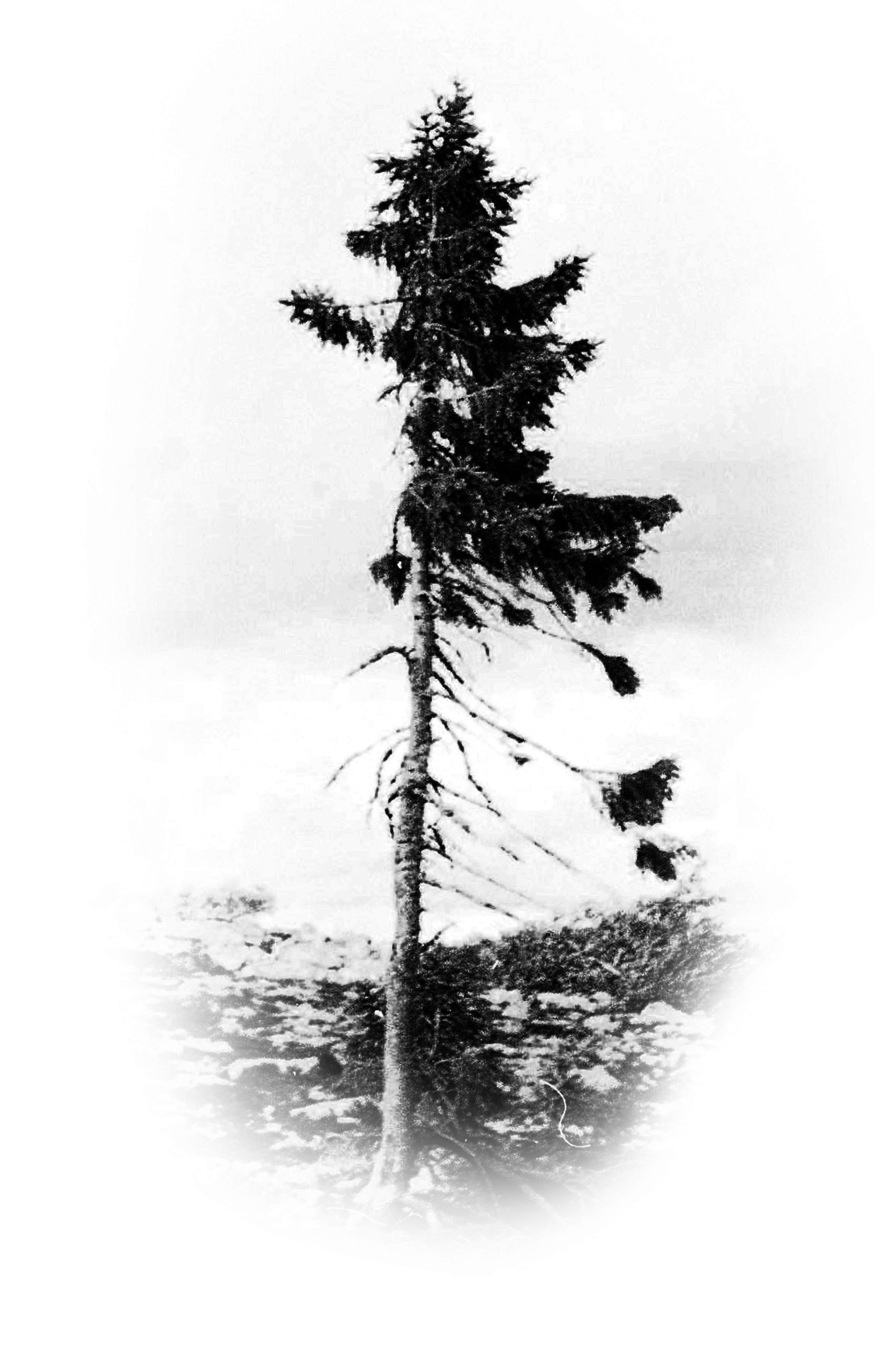
Старый Тикко — ель обыкновенная возрастом 9565 лет. Находится в национальном парке Фулуфьяллет (национальном парке Швеции Фулуфьеллет, провинция Даларна). Эта ель является одной из старейших в мире живых клональных деревьев.

Данный список состоит из трёх таблиц, в которых представлены деревья, отсортированные по возрасту и видам. Первая таблица перечисляет деревья, для которых минимальный возраст был определён непосредственно, либо путём подсчёта годовых колец и их перекрёстной датировкой, либо при помощи радиоуглеродного анализа. Многие из перечисленных деревьев могут быть намного старше указанного в таблице возраста, но уточнить его не представляется возможным, вследствие того, что наиболее старая древесина в центре ствола сгнила. В этом случае определение возраста проводилось путём оценки размеров дерева и предполагаемых темпов роста. Подобные случаи перечислены в третьей таблице.
Во второй таблице приведены клональные колонии, являющиеся, по сути, генетическими копиями одного организма-предка, размножающегося только вегетативно. В подобных колониях отдельные индивидуальные растения могут быть достаточно молоды, но сам исходный организм — достаточно стар.
Наиболее старыми (не-клональными) деревьями в мире являются представители вида Сосна остистая межгорная. Возраст отдельных особей (например, дерево «Мафусаил») может достигать 5000 лет.
Клональные колонии могут прожить гораздо дольше, чем индивидуальный растительный организм. Примером этому может служить колония, состоящая из 47 тысяч растений вида Тополь осинообразный (называемая также Пандо, или «Дрожащий Гигант» (англ. The Trembling Giant)), и покрывающая площадь в 46 гектаров в национальном лесу Фишлейк, штат Юта, США. Данная колония считается одним из старейших и крупнейших организмов в мире. Возраст колонии составляет примерно 80 000 лет, хотя её надземные части в среднем не старше 130 лет.
Колония хвойных Lagarostrobos из семейства Подокарповые, занимающая площадь в 1 гектар в горах Рид, расположенных в Тасмании, имеет возраст в 10 000 лет. Это было установлено благодаря анализу образцов ДНК, полученных из пыльцы, обнаруженной в донных отложениях близлежащего озера. Подсчёт годовых колец позволил определить возраст отдельных деревьев в этой колонии, который составил не более 4000 лет.

## Отдельно растущие деревья с точно установленным возрастом
| Имя или идентификатор  | Дата прорастания    | Возраст, лет (дата смерти, год) | Вид                                               | Местонахождение                                       | Примечания |
| ---------------------- | ------------------- | ------------------------------- | ------------------------------------------------- | ----------------------------------------------------- | --- |
| Гран-Абуэло            | 3462 г. до н.э.     | 5484                            | Фицройя Fitzroya cupressoides                     | Национальный парк Алерсе-Костеро,Чили                 | Считается старейшим деревом |
| ?                      | ок. 3050 г. до н.э. | 5072                            | Сосна остистая межгорная Pinus longaeva           | Округ Иньо, Калифорния, США                           | Было обнаружено в 2012 году и считается старейшим деревом в мире. |
| Прометей (WPN-114)     | 2898 г. до н. э.    | 4862 (1964 год)                 | Сосна остистая межгорная Pinus longaeva           | Уилер-Пик , Невада, США                               | Срублено в 1964 году. |
| Мафусаил               | 2831 г. до н. э.    | 4856                            | Сосна остистая межгорная Pinus longaeva           | Округ Иньо, Калифорния, США                           | Считалось старейшим живым неклональным деревом до обнаружения более древнего экземпляра.                                                                                                |
| ?                      | 1611 г. до н. э.    | 3636                            | Фицройя Fitzroya cupressoides                     | Национальный парк Алерсе-Андино, Лос-Лагос, Чили      | [ 7 ] |
| CBR26                  | 1255 г. до н. э.    | 3280                            | Секвойядендрон Sequoiadendron giganteum           | Сьерра-Невада, Калифорния, США                        | [ 7 ] |
| D-21                   | 1209 г. до н. э.    | 3234                            | Секвойядендрон Sequoiadendron giganteum           | Сьерра-Невада, Калифорния, США                        | [ 7 ] |
| D-23                   | 1064 г. до н. э.    | 3089                            | Секвойядендрон Sequoiadendron giganteum           | Сьерра-Невада, Калифорния, США                        | [ 7 ] |
| CMC 3                  | 1022 г. до н. э.    | 3047                            | Секвойядендрон Sequoiadendron giganteum           | Сьерра-Невада, Калифорния, США                        | [ 7 ] |
| Можжевельник Скофильда | 664 г. до н. э.     | 2675 (1998 год)                 | Можжевельник западный Juniperus occidentalis      | Сьерра-Невада, Калифорния, США                        | Мёртв. |
| CB-90-11               | 424 г. до н. э.     | 2449                            | Сосна остистая Pinus aristata                     | Центральное Колорадо, США                             | [ 7 ] |
| Джайя Шри Маха Бодхи   | 288 г. до н. э.     | 2313                            | Фикус священный Ficus religiosa                   | Анурадхапура, Северо-Центральная провинция, Шри-Ланка | Согласно легендам, это дерево выращено из отростка Дерева Бодхи, под которым Будда достиг просветления. Посажено в 288 году до н. э..                                                   |
| ?                      | 189 г. до н. э.     | 2214                            | Секвойя Sequoia sempervirens                      | Северная Калифорния, США                              | [ 7 ] |
| Можжевельник Беннетта  | 189 г. до н. э.     | 2214                            | Можжевельник западный Juniperus occidentalis      | Сьерра-Невада, Калифорния, США                        | [ 7 ] |
| SHP 7                  | 99 г. до н. э.      | 2124                            | Сосна Бальфура Pinus balfouriana                  | Сьерра-Невада, Калифорния, США                        | [ 7 ] |
| ?                      | 94 г. н. э.         | 1931                            | Лиственница Лайэля Larix lyallii                  | Территория Кананаскис, Альберта, Канада               | [ 7 ] |
| CRE 175                | 122 г. н. э.        | 1903                            | Можжевельник скальный Juniperus scopulorum        | Северная часть штата Нью-Мексико, США                 | [ 7 ] |
| Можжевельник Майлза    | 201 г. н. э.        | 1824                            | Можжевельник западный Juniperus occidentalis      | Сьерра-Невада, Калифорния, США                        | [ 7 ] |
| ?                      | 235 г. н. э.        | 1790                            | Криптомерия Cryptomeria japonica                  | остров Якусима, Япония                                | [ 8 ] |
| ERE                    | 341 г. н. э.        | 1684                            | Сосна мягкая Pinus flexilis                       | Северная часть штата Нью-Мексико, США                 | [ 7 ] |
| RCR 1                  | 345 г. н. э.        | 1680                            | Сосна Бальфура Pinus balfouriana                  | Сьерра-Невада, Калифорния, США                        | [ 7 ] |
| ?                      | 350 г. н. э.        | 1675                            | Сосна мягкая Pinus flexilis                       | Долина Саут-Парк, Колорадо, США                       | [ 7 ] |
| KET 3996               | 352 г. н. э.        | 1673                            | Сосна мягкая Pinus flexilis                       | Кетчум, Айдахо, США                                   | [ 7 ] |
| FL117                  | 358 г. н. э.        | 1667                            | Туя западная Thuja occidentalis                   | Онтарио, Канада                                       | [ 7 ] |
| BBL 2                  | 362 г. н. э.        | 1663                            | Сосна Бальфура Pinus balfouriana                  | Сьерра-Невада, Калифорния, США                        | [ 7 ] |
| ?                      | 375 г. н. э.        | 1650                            | Каллитропсис нутканский Callitropsis nootkatensis | Остров Ванкувер, Канада                               | [ 7 ] |
| BCK 69                 | 389 г. н. э.        | 1636                            | Таксодиум двурядный Taxodium distichum            | Округ Бладен, Северная Каролина, США                  | [ 7 ] |
| FL101                  | 444 г. н. э.        | 1581                            | Туя западная Thuja occidentalis                   | Онтарио, Канада                                       | [ 7 ] |
| Дуб Вардана Мамиконяна | 451 г. н. э.        | 1524 (1975 год)                 | Дуб Quercus                                       | Тавуш, Армения                                        | Дуб известен тем, что посажен лично главнокомандующим (спарапетом) армянской армией Варданом Мамиконяном перед Аварайрской битвой 26 мая 451 г. н. э. Погиб во время грозы в 1975 году. |
| ?                      | 469 г. н. э.        | 1556                            | Сосна мягкая Pinus flexilis                       | Центральное Колорадо, США                             | [ 7 ] |

## Клональные растения
Некоторые клональные колонии могут быть связаны в единое целое (через свои корневые системы). Большинство же такой связи между отдельными особями не имеют, но представляют собой генетически идентичные организмы, заселяющие какую-либо местность путём только вегетативного размножения.
Возраст подобных колоний устанавливается ориентировочно, на основе данных о текущих темпах роста, и является оценочным.
| Имя           | Возраст (лет)      | Вид                                      | Местонахождение                        | Примечания |
| ------------- | ------------------ | ---------------------------------------- | -------------------------------------- | --- |
| Пандо         | 80 000 — 1 000 000 | Тополь осинообразный Populus tremuloides | Национальный лес Фишлейк, Юта, США     | Занимает 46 гектаров и насчитывает около 47 000 растений (средний возраст — около 130 лет), которые отмирают и снова возобновляются из общей корневой системы. Общая масса этой колонии составляет около 6000 тонн.              |
| Дуб Джурупа   | 13 000             | Дуб Палмера Quercus palmeri              | Горы Джурупа, Калифорния, США          | Quercus palmeri Engelm. = Quercus dunnii Kellogg. |
| Старый Тикко  | 9550               | Ель обыкновенная Picea abies             | Фулуфьеллет, провинция Даларна, Швеция | Надземная часть растения живёт не более 600 лет, однако возраст корневой системы был установлен при помощи радиоуглеродного метода и генетического анализа. В горах Фулу были также обнаружены 20 елей возрастом более 8000 лет. |
| Старый Расмус | 9500               | Ель обыкновенная Picea abies             | Херьедален, Швеция                     | [ 18 ] |
| ?             | 3000 — 10 000      | сосны Хуон Lagarostrobos franklinii      | Горы Рид, Тасмания, Австралия          | Несколько мужских растений, воспроизводящихся вегетативно. Хотя возраст отдельных растений составляет от 3 до 4 тысяч лет, возраст колонии составляет около 10 тысяч лет.                                                        |

## Старые деревья с ориентировочно определённым возрастом
| Имя                                         | Возраст (лет) | Вид                                           | Местонахождение                            | Примечания |
| ------------------------------------------- | ------------- | --------------------------------------------- | ------------------------------------------ | --- |
| Тис Ллангернив                              | 4000          | Тис ягодный Taxus baccata                     | Ллангернив, северный Уэльс, Великобритания | [ 21 ] |
| Сарв-э-Абарку                               | 4000          | Кипарис Cupressus sempervirens                | Абарку, Йезд (остан), Иран                 | Также его называют «Зороастрийский сарв». |
| Тисбурский Тис                              | 4000          | Тис ягодный Taxus baccata                     | Тисбури, England, Великобритания           | [ 24 ] |
| Сенатор                                     | 3500          | Кипарис прудовый Taxodium ascendens           | Лонгвуд, Флорида, США                      | [ 25 ] |
| Святое дерево Алишань                       | 3000          | Кипарис тайваньский Chamaecyparis formosensis | Алишань, Цзяи, Тайвань                     | Уничтожен сильнейшими ливнями 1 июля 1997 года. |
| Дерево Кормака                              | 3000          | Олива европейская Olea europaea               | Сардиния, Италия                           | [ 27 ] |
| Патриарх Леса (порт. Patriarca da Floresta) | 3000          | Cariniana legalis                             | Бразилия                                   | Возможно, одно из старейших не-хвойных растений в Бразилии. |
| Олива Санта-Ирия-де-Азойя                   | 2850          | Олива европейская Olea europaea               | Санта-Ирия-де-Азойя, Португалия            | Впечатляющих размеров оливковое дерево, вероятно — последнее из большой оливковой рощи. Изучалось и классифицировано Portuguese National Forest Authority как «дерево общественного значения»; Tree ID |
| -                                           | 2850          | Олива европейская Olea europaea L.            | Лореш, Лиссабон, Португалия                | [ 28 ] |
| Большая криптомерия Каяно                   | 2300          | Криптомерия Cryptomeria japonica              | Яманака Онсэн, Исикава, Япония             | Достигает в обхвате 9,6 метра. Является одним из четырёх священных деревьев Дзиндзя. |
| Дзёмон Суги                                 | 2170—7200     | Криптомерия Cryptomeria japonica              | Якусима, Япония                            | 16,4 метра в обхвате. Точная датировка затруднена сгнившей сердцевиной ствола. Название является отсылкой к историческому периоду Дзёмон.                                                              |
| Балликоннелльский тис                       | 2000—5000     | Тис ягодный Taxus baccata                     | Балликоннелл, Ирландия                     | |
| Фортинголльский тис                         | 2000—5000     | European yew Taxus baccata                    | Фортинголл, Пертшир, Шотландия             | |
| Олива Воувес                                | 2000—5000     | Олива европейская Olea europaea               | Колимвари, Крит, Греция                    | Старейшая олива в мире. |
| Каштан сотни лошадей                        | 2000—4000     | Каштан Castanea sativa                        | Сицилия                                    | |
| Те Матуа Нгаере                             | 2000—3000     | Каури Agathis australis                       | Лес Вайпуа, Нортленд, Новая Зеландия       | Самое старое дерево в Новой Зеландии. Название переводится как 'Отец Леса'. |
| Анкервикский тис                            | 2000—2500     | Тис ягодный Taxus baccata                     | Беркшир, Великобритания                    | Историки сходятся во мнении, что это наиболее вероятное место подписания Великой Хартии Вольностей 15 июня 1215 года.                                                                                  |
| Леди Свобода (англ. Lady Liberty)           | 2000          | Таксодиум двурядный Taxodium distichum        | Лонгвуд, Флорида, США                      | Иногда его называют также 'деревом-спутником' 'Сенатора'. |
| Схторашен Тнджре                            | 2000          | Платан восточный Platanus orientalis          | Шых-Дурсун, Азербайджан                    | Старейшее дерево в Нагорном Карабахе. Ствол внутри полый, потому датировка затруднена. |
| Стара Маслина                               | 2000          | Олива европейская Olea europaea               | Стари Бар, Бар, Черногория                 | |
| Великий Дуб Печагна                         | 2000          | Дуб Quercus agrifolia                         | Темекьюла, Калифорния, США                 | Старейший дуб в США. |
| ?                                           | 2000          | Олива европейская Olea europaea               | Тавира, Алгарве, Португалия                | Старейшее дерево в Португалии. |
| ?                                           | 2000          | Олива европейская Olea europaea               | Закинф, Греция                             | [ 36 ] |
| Тисо-самшитовая роща                        | 2000          | Тис ягодный Taxus baccata                     | Сочи, Краснодарский Край, Россия           | Роща с несколькими растениями примерно двухтысячелетнего возраста. |
| Гранитский дуб                              | 1700          | Дуб черешчатый Quercus robur                  | Пловдив, Болгария                          | |
| ?                                           | 1500          | Боярышник однопестичный Crataegus monogyna    | Сен-Марс-сюр-ла-Футе, Майенн, Франция      | |
| Конгееген                                   | 1500          | Дуб черешчатый Quercus robur                  | Jægerspris Nordskov, Зеландия, Дания       | |
| Дуб ангелов                                 | 1500          | Дуб виргинский Quercus virginiana             | Чарльстон, Южная Каролина, США             | |
| Дуб Семи Сестёр                             | 1500          | Дуб виргинский Quercus virginiana             | Мандевилль, Луизиана, США                  | |
| Стелмужский дуб                             | 1500          | Дуб черешчатый Quercus robur                  | Стелмуже, Зарасайский район, Литва         | Старейшее дерево Балтики. |
| Можжевельник Джардин                        | 1500          | Можжевельник скальный Juniperus scopulorum    | Каньон Логан, Юта, США                     | [ 38 ] |
| Дерево Туле                                 | 1433—1600     | Таксодиум мексиканский Taxodium mucronatum    | Санта-Мария-дель-Туле, Оахака, Мексика     | |